# Tessaromma aurata
Tessaromma aurata là một loài bọ cánh cứng trong họ Cerambycidae.